# Неділько Будіса
Nediljko «Ned» Budisa (хорв. Nediljko Budiša; нар. 21 листопада 1966, Шибеник, Хорватія) — хорватський біохімік, професор що обіймає науково-дослідну кафедру першого рівня (Canada Research Chair, CRC) в Канаді з хімічної синтетичної біології в Манітобському університеті. Як піонер у галузі інженерії генетичного коду та хімічної синтетичної біології (ксенобіологія), його дослідження мають широке коло застосувань у галузі біотехнології та інженерної біології загалом. Як міждисциплінарна наука, вона включає в себе біоорганічну і медичну хімію, структурну біологію, біофізику і молекулярну біотехнологію, а також метаболічну інженерію та інженерію біоматеріалів. Він є автором єдиного підручника в галузі досліджень: «Розробка генетичного коду: розширення репертуару амінокислот для створення нових білків».

## Раннє життя, освіта та кар'єра
Нед Будіса отримав диплом викладача хімії та біології в 1990 році, бакалавра з молекулярної біології та магістра в галузі біофізики в 1993 році в Загребському університеті. Він здобув науковий ступінь доктора наук у 1997 році в Мюнхенському технічному університеті, де його науковим керівником був професор Роберт Хубер. Він мочав викладати в Мюнхенському технічному університеті у 2005 році, а після цього працював молодшим керівником групи «Молекулярна біотехнологія» в Інституті біохімії ім. Макса Планка в Мюнхені. У період з 2007 по 2010 рік він був членом CIPSM у Мюнхені. Він обіймав посаду дійсного професора біокаталізу в Берлінському технічному університеті з 2010 до кінця 2018 року, коли він вступив на посаду CRC першого рівня з хімічної синтетичної біології в Манітобському університеті. Нед Будіса є членом кластеру «Об'єднуючі системи каталізу» (UniSysCat) і зберігає статус доцента в Берлінському технічному університеті. У 2014 році він заснував першу берлінську команду iGEM.

## Наукова робота
Нед Будіса застосовує метод селективного тиску (SPI) який дозволяє як одноразово, так і багаторазово включати у білки in vivo синтетичні (тобто неканонічні) аналоги амінокислот, переважно за допомогою перепризначення сенсорного кодону. Його методологія дозволяє здійснювати тонкі хімічні маніпуляції бічних ланцюгів амінокислот, переважно проліну, триптофану та метіоніну. Ці експерименти часто проводять за допомогою простої метаболічної інженерії.
Метою наукової роботи Неда є надання білкам живих клітин різних фізико-хімічних властивостей та біоортогональних хімічних реакцій (хіміоселективні зв'язування, такі як клік-хімія), а також особливих спектроскопічних особливостей (наприклад, синьої та золотистої флуоресценції або передачі енергії вібрації). Крім того, його метод дозволяє надавати живим клітинам властивості, специфічні для хімічного елемента (фтор, селен і телур).
Нед Будіса відомий завдяки розробці методу використання селен-вмісних неканонічних амінокислот для рентгенологічної кристалографії та аналогів фтору для 19F ЯМР-спектроскопії і дослідження складання білка. Він першим продемонстрував використання інженерії генетичного коду як інструменту для створення терапевтичних білків та синтезованих на рибосомах пептидних препаратів. Він успішно займався інноваційною інженерією біоматеріалів, зокрема фотоактивованих підводних клеїв на основі мідій. Нед Будіса зробив плідний внесок у розуміння ролі окислення метіоніну в агрегації пріонного білка та виявив роль конформацій бічного ланцюга проліну (ендо-екзо-ізомерія) у трансляції, згортанні та стабільності білків.
Разом зі своїм колегою Володимиром Кубишкіним та у співпраці з Анною Ульріх з Технологічного інституту Карлсруе була розроблена нова природна гідрофобна спіраль поліпроліну-II. Результати цього проекту сприяли розробці теорії «Аланін-Світ», яка пояснює хімічну етіологію 20 канонічних амінокислот у репертуарі стандартного генетичного коду.
У 2015 році команда під керівництвом Неда Будіси повідомила про успішне завершення тривалого експерименту з еволюції, який призвів до повної заміни усіх 20899 залишків триптофану тиєнопірол-аланіном у генетичному коді бактерії Escherichia coli. Це довело можливість еволюції життя на основі альтернативних будівельних блоків або альтернативної біохімії. У той же час, цей підхід може лягти в основу технології біобезпеки для розвитку біоконтейнерних синтетичних клітин, оснащених «генетичним брандмауером», яка перешкоджає їх виживанню поза техногенними природними середовищами. Подібні експерименти з фторованими аналогами триптофану як ксенобіотичними сполуками (у співпраці з Беате Кокш з Вільного університету Берліна) призвели до виявлення виняткової фізіологічної пластичності мікробних культур під час адаптаційної лабораторної еволюції, що робить їх потенційними екологічно чистими інструментами для нових методів біоремедіації.
Нед Будіса також бере активну участь у дискусіях про можливі суспільні, етичні та філософські впливи радикальної інженерії генетичного коду в контексті синтетичних клітин та життя, а також похідних технологій.

## Вибрані нагороди та відзнаки
- 2004 р.: Премія BioFuture[35]
- 2017: Премія за публікацію Fluorine Chemistry[36]